# Hogna magnosepta
Hogna magnosepta là một loài nhện trong họ Lycosidae.
Loài này thuộc chi Hogna. Hogna magnosepta được Guy miêu tả năm 1966.